# Paradise (cocktail)
Pour les articles homonymes, voir Paradise et Paradis (homonymie).
Le Paradise (Paradis, en anglais) est un cocktail officiel de l'IBA, à base de gin, liqueur d'abricot, jus d'orange, et jus de citron. 

## Histoire
La plus ancienne recette connue de ce cocktail est écrite (et probablement créée) par le célèbre barman anglais Harry Craddock, dans son livre de référence de 700 recettes de cocktails The Savoy Cocktail Book de 1930,, alors qu'il est chef-barman durant 20 ans (1925 à 1945) du célèbre bar à cocktails American Bar, du prestigieux palace Hôtel Savoy de Londres au Royaume-Uni.

## Ingrédients
- 1/2 de mesure de gin.
- 1/4 de mesure de liqueur d'abricot.
- 1/4 de mesure de jus d'orange.
- 1 trait de jus de citron.

## Recette
Mélanger au shaker gin, liqueur d'abricot, jus d'orange, jus de citron, avec des glaçons, puis filtrer et servir frais dans un verre à cocktail,,.

## Quelques variantes
- Angel Face (cocktail), gin, liqueur d'abricot, calvados.
- Miami Beach (cocktail), gin, jus d'ananas, sirop de canne.

## Au cinéma
- 1932 : Voyage sans retour, de Tay Garnett[11].